# Port lotniczy Linden
Port lotniczy Linden (IATA: QSX, ICAO: SYNA) – port lotniczy zlokalizowany w mieście Linden, w Gujanie.